# La Chapelle-Saint-Martin-en-Plaine
La Chapelle-Saint-Martin-en-Plaine ist eine französische Gemeinde mit 693 Einwohnern (Stand: 1. Januar 2022) im Département Loir-et-Cher in der Region Centre-Val de Loire; sie gehört zum Arrondissement Blois und zum Kanton La Beauce. 

## Geographie
Die Gemeinde La Chapelle-Saint-Martin-en-Plaine liegt etwa 16 Kilometer nordnordöstlich von Blois am Rande der Beauce. Im Nordwesten bildet eine alte Römerstraße und der Flusslauf der Sixtre die Gemeindegrenze, im Südosten tangiert die Autoroute A10 die Gemeinde. Umgeben wird La Chapelle-Saint-Martin-en-Plaine von den Nachbargemeinden La Madeleine-Villefrouin im Nordwesten und Norden, Talcy im Norden und Nordosten, Villexanton im Nordosten, Mer im Osten, Suèvres im Südosten und Süden, Mulsans im Südwesten sowie Maves im Westen und Nordwesten.

## Bevölkerungsentwicklung
| Jahr                       | 1962 | 1968 | 1975 | 1982 | 1990 | 1999 | 2010 | 2021 |
| -------------------------- | ---- | ---- | ---- | ---- | ---- | ---- | ---- | ---- |
| Einwohner                  | 590  | 621  | 606  | 590  | 552  | 591  | 689  | 681  |
| Quellen: Cassini und INSEE |      |      |      |      |      |      |      |      |

## Sehenswürdigkeiten

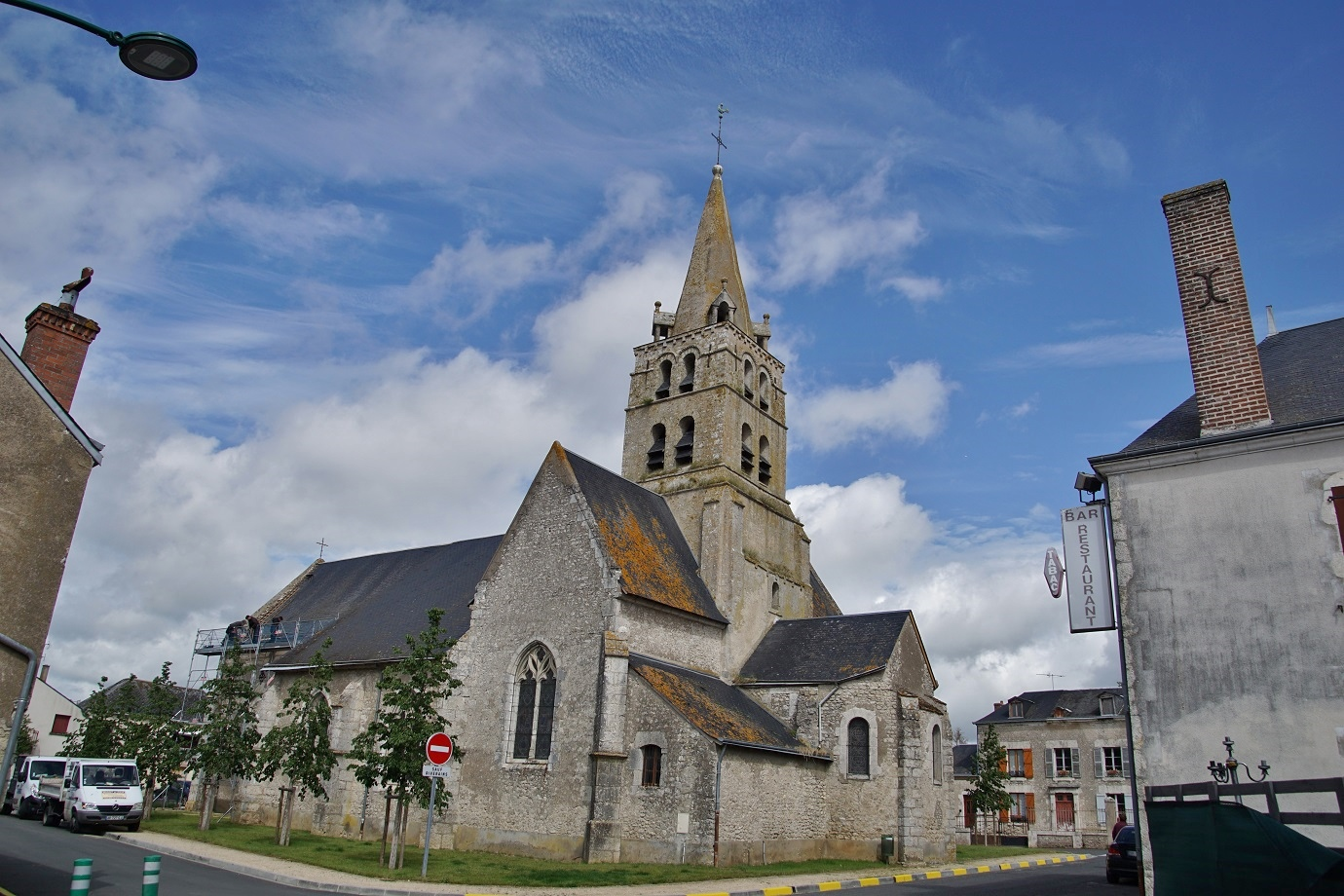
Kirche Saint-Martin
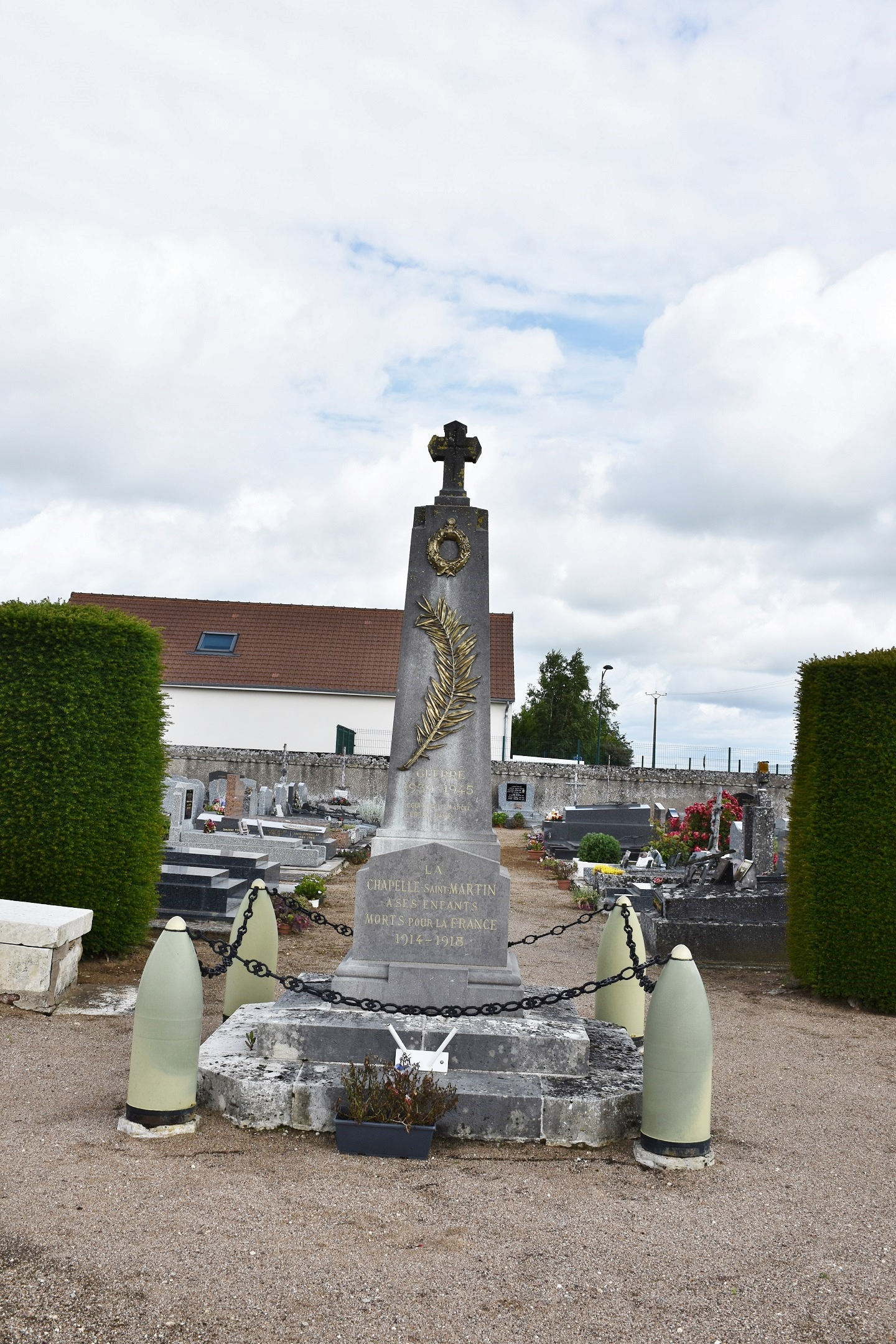
Gefallenendenkmal

- Kirche Saint-Martin
- Gefallenendenkmal